# توم اندروز (لاعب كرة قدم أمريكية)
توم اندروز (بالإنجليزية: Tom Andrews)‏ هو لاعب كرة قدم أمريكية أمريكي، ولد في 11 يناير 1962 في بارما في الولايات المتحدة.

## وصلات خارجية
- توم اندروز على موقع مرجع كرة القدم المحترفة.كوم (الإنجليزية)